# Zec des Anses
Pour les articles homonymes, voir Anse.
La zec des Anses est une zone d'exploitation contrôlée (zec) de 164 km2, située dans la municipalité de Chandler, dans la municipalité régionale de comté (MRC) Le Rocher-Percé, dans la région administrative de Gaspésie–Îles-de-la-Madeleine, au Québec, au Canada. Les activités économiques de la zec sont axées sur la foresterie et les activités récréo-touristiques.
La "zec des Anses" est administrée par le « Centre plein air Harfang des neiges inc ». Cette association à but non lucratif a été constituée le 17 février 1993 et immatriculée le 13 septembre 1995 au registraire des entreprises du Québec qui est administré par Revenu Québec. La mission de cet organisme est la promotion des activités de plein air dans la région. Son bureau-chef est situé dans le secteur de Pabos-Mills de la ville de Chandler.

## Géographie
Constituée en 1979, la zec est située près de la rive-nord de la Baie des Chaleurs, en Gaspésie, soit:
- au sud-ouest de la Réserve écologique de la Grande-Rivière,
- au nord de la Réserve faunique de Port-Daniel,
- au sud-est de la Zec Pabok.

La limite Nord de la zec est délimité par le cours de la Rivière du Grand Pabos Sud. Deux autres rivières qui se déversent dans la "baie du Grand Pabos", délimitent le territoire de la zec:
- à l'ouest: la rivière du Grand Pabos Ouest, le "ruisseau de la truite" qui coule vers le sud-est, puis vers l'est, le long de la route McGrath,
- à l'est: la Rivière du Grand Pabos dont ses principaux affluents sont: "Gros ruisseau de la Chute", Ruisseau Rocky et le Ruisseau Bleu.

La "zec des Anses" comporte 54 lacs pour la pêche sportive à la truite. Le "lac des Sept Îles" constitue le principal plan d'eau. Les autres lacs sont: Rory, des Îles, Armstrong, Morisson et Brûlé. Le bassin versant de la rivière du Petit Pabos est situé du côté Est; tandis que le bassin versant de la rivière Port-Daniel Nord est situé du côté ouest.
La zec est doté de nombreux sentiers pédestres, pour les VTT et les vélos de montagne. Le chemin du lac des Sept Îles et la route McGrath sont les principales voies d'accès et de circulation dans la zec.
Le poste d'accueil de la zec est situé à cinq minutes en auto de la route 132 à Chandler. Ce poste d'accueil offre divers équipements et accessoires pour la pêche: permis provinciaux, cartes d'accès, agrès de pêche... La distance pour atteindre le poste d'accueil de la zec, situé près de Chandler, est: Rimouski (405 km), Carleton-sur-Mer (152 km), Bonaventure (82 km), Percé (50 km) et Gaspé (115 km).

## Chasse et pêche
En hiver, les adeptes et les visiteurs pratiquent la pêche blanche et la motoneige. Deux lacs de la zec ont une vocation spécifique pour la pêche:
- le lac Carrière pour la pêche "haut de gamme" permettant les prises de truite de 2,0 livres et plus;
- le petit lac Sept-Îles, pour la pêche populaire, avec des truites de 0,5 livres et plus[2].

## Toponymie
Le toponyme "zec des Anses" a été inscrit le 5 août 1982 à la Banque des noms de lieux de la Commission de toponymie du Québec.